# AXIA A1
AXIA A1（アクシア エーワン）は、かつてAXIAブランドを展開していた富士フイルムが1991年（平成3年）から2006年（平成18年）頃まで販売していた音楽録音・一般録音用途兼用コンパクトカセットの商品名である。

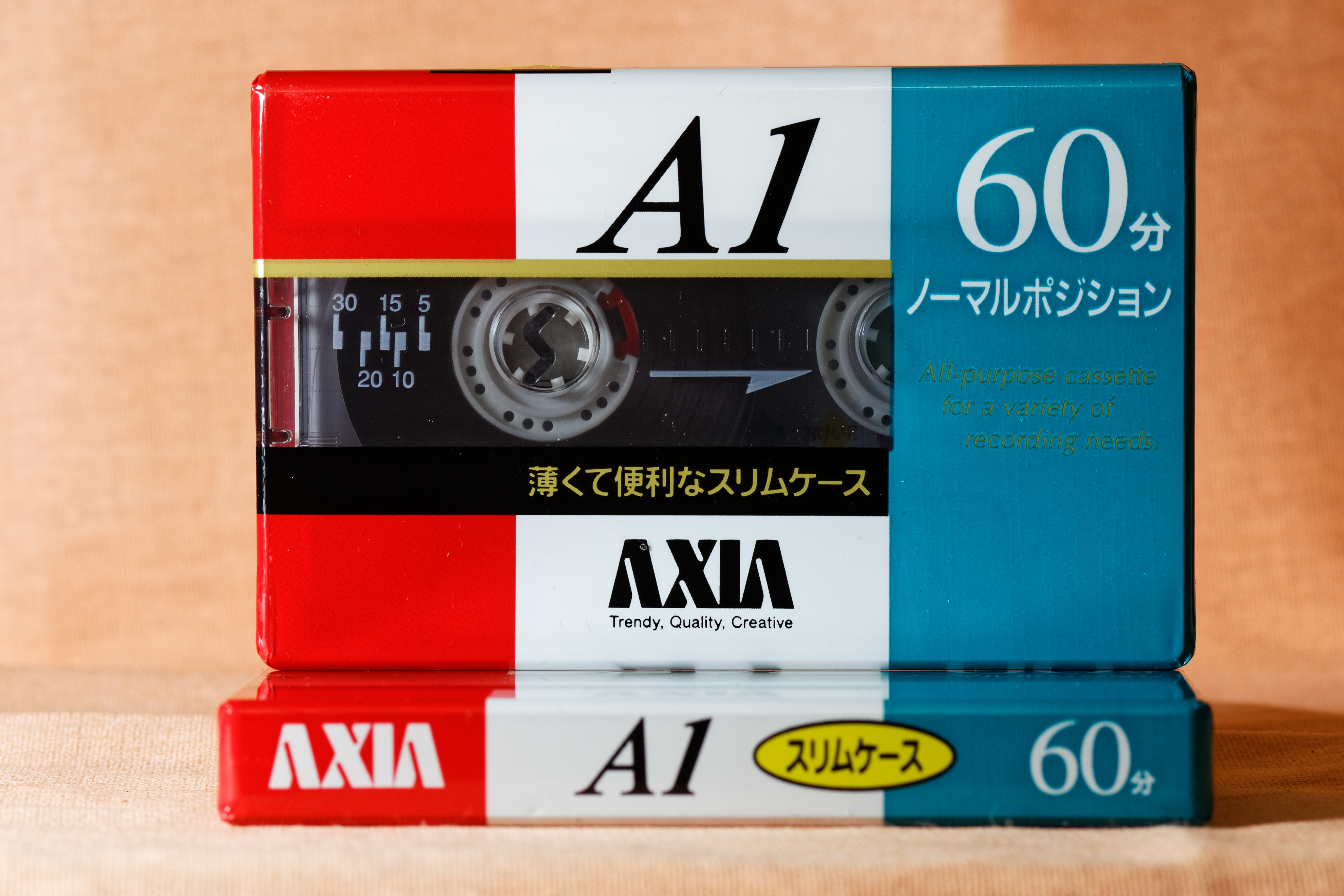
AXIA A1 60分用
(画像は1996年から2002年まで製造・出荷されたA1SB）

## 概要
A1は音楽録音、および一般録音用途に最適化されたノーマルポジションの低級タイプのLH（Low-Class Low Noise High-Output）グレードである。
A1は、1988年（昭和63年）1月から1990年（平成2年）12月まで製造・出荷されていたUPの後継として登場した。
発売当初から通常より20%薄いケースを採用しているのが特徴で、一連の低級タイプのLHグレードの製品としては中高域のMOL特性では他社の競合製品に一歩譲るものの、トップクラスの低ノイズ特性を実現していた。発売当初は日本国内で生産されていたが、1993年（平成5年）のリニューアルより150分用を除き、海外生産に切り替えられたものの、 2002年（平成14年）末を以って製造終了・出荷終了、それ以後は流通在庫のみの販売となり、2006年末までに流通在庫が全て完売となった。このほか、A1のカラーバリエーション仕様のA1 COLORのほか、A1の横展開商品としてハイポジション（TYPE-II）用のA2もそれぞれ発売された。
なお、A1の競合商品として、TDK AE（そのOEMとなるパナソニック PXを含む）やマクセル UR、ソニー HF、ビクター RZなどが存在していた。

## 注
1. ↑  ただし、実際の製造・出荷に関しては2002年（平成14年）末までに終了している。
2. ↑  例：TDK AE、ソニー HF、マクセル UR等
3. ↑  製品コードはA1。
4. ↑  製品コードはA1A。1996年（平成6年）に再度リニューアルを実施し、製品コードがA1SBに変更され、1999年（平成11年）の仕様変更時には製造国が国内製造品の150分を除き、韓国（韓SKC社のOEM）から中国（韓SKC社中国工場のOEM）へ変更された。
5. ↑  製品コードはA1SB-MIX。
6. ↑  製品コードはA2。A1と異なり、こちらは日本国内で製造されていた。ただし、磁気テープ本体は韓国製（韓SKC社のOEM）のものが用いられていた。このほか、2000年（平成12年）3月にはA2のカラーバリエーション仕様のA2 COLOR（製品コードはA2A）も発売された。